# Zsigmond Móricz

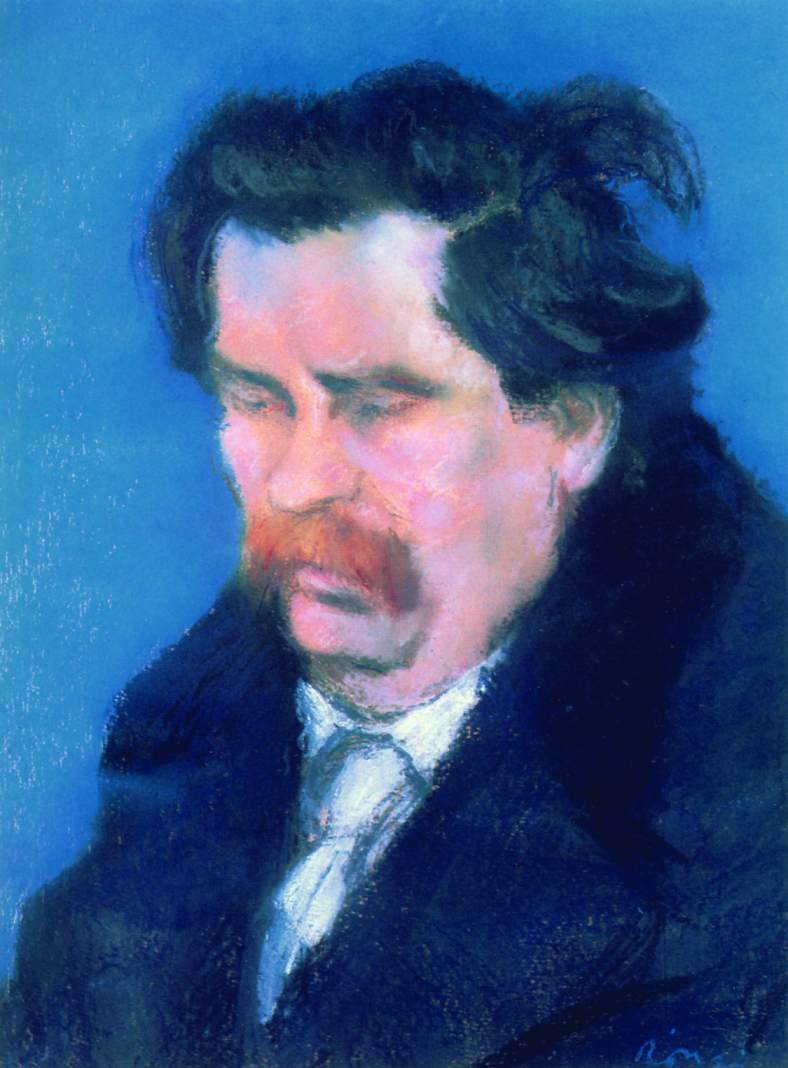
Zsigmond Móricz (1923), portret de József Rippl-Rónai (1861–1927)

Zsigmond Móricz (n. 2 iulie 1879, Tiszacsécse, Districtul Fehérgyarmat, Szabolcs-Szatmár-Bereg, Ungaria – d. 5 septembrie 1942, Budapesta, Regatul Ungariei) a fost un scriitor maghiar, renumit prin proza sa realistă, influențată mai ales la început de curentul naturalist.
A fost exponentul cel mai de seamă al naturalismului maghiar.
Opera sa reprezintă, în tonuri dure, directe, lumea satului și a târgoveților din micile așezări, în goana după înavuțire, acută analiză în scopul unei reînnoiri sociale.
În romanele și nuvelele sale, Móricz a descris cu o adânc simț psihologic lumea țăranilor, a păturii mijlocii și a micii nobilimi de la sat și din orășelele ungare, zbuciumată de conflicte și furtunoase crize sufletești. Opera sa a reprezentat un moment de cotitură semnificativă în evoluția literaturii maghiare.
A fost redactor și colaborator la periodicele Az újság și Nyugat și fondator al revistei Kelet népe.

## Biografie
În 1879, la Tiszacsécse se naște, la sfârșitul lunii iunie Móricz Zsigmond, fiul lui Móricz Bálint și al Elisabetei Pallagi. Familia Móricz ruinată, se mută în 1885 la Prügz. Móricz Zsigmond este înscris în 1890 la colegiul din Debrețin (Debrecen). Își continuă studiile la Sárospatak, în 1893, unde se mută familia sa. Se înscrie în 1899 la Facultatea de Teologie din Debrețin. Publică în Debreceni Ellenőr primul său articol, un studiu despre Arthur Schopenhauer.
În 1900, pleacă la Budapesta, unde își continuă activitatea ziaristică.
Din 1902 este profesor la gimnaziul din Kisújszállás. Începând cu 1903 colaborează la ziarul de curând înființat, Az újság (Ziarul).

## Scrieri
- 1908: Șapte creițari, nuvelă
- 1909: Sári biró (Notarul Sári);
- 1910: Sárarany (Aur din noroi, roman);
- 1911: Az isten háta mögött (Un târg uitat de Dumnezeu); Orfanele, romane
- 1920: Légy jó mindhalálig (Fii bun până la moarte);[6]
- 1923: O turmă, un păstor, colecție de povestiri
- 1932:[5] A boldog ember (Un om fericit);
- 1922/1935: Erdély ("Transilvania"), trilogie, considerată încoronarea creației sale;
- 1926: Până în zori, roman
- 1927: Accident, colecție de povestiri
- 1928: Chef boieresc, roman[7]
- 1930: Fierbe vinul (Forr a bor); Rubedeniile[8] și Prânzul, 3 romane
- 1933: Să te saturi odată, nuvele
- 1933: Nevasta obiectează, roman
- 1934: Mai bine acasă, roman în lucru
- 1936: Cal trist, colecție de povestiri
- 1936: Haiducul își joaca murgul, roman[9]
- 1938:  Életem regénye (Romanul vieții mele).
- 1940: Árvácska (Orfana) roman pentru copii

- Pasărea cerului[10]
- Cel din urmă haiduc, colecție de povestiri[11]